# Simon de Danser

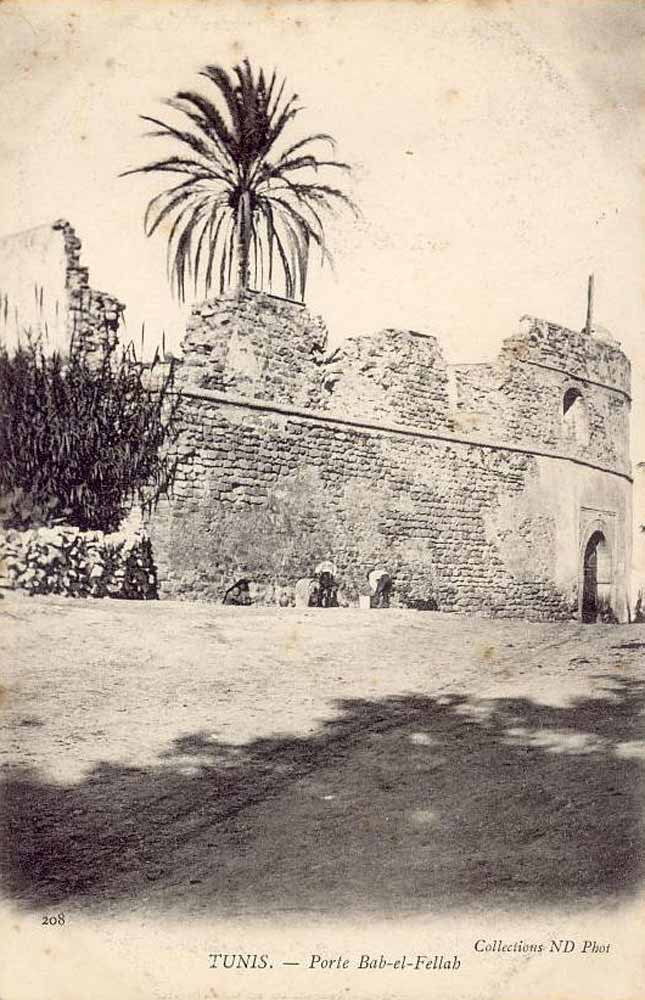
Volgens legende werd het hoofd van de Danser over de stadmuur van Tunis gesmeten

Simon 'de Danser' Simonszoon (Dordrecht, circa 1577 - Tunis 1611) was een Barbarijse zeerover van Hollandse afkomst.

## Vroege jaren
Simon begon zijn carrière als bootsgezel en werkte zich op tot handelskapitein. De plaatsen waar hij op voer bevonden zich langs de Franse en Spaanse kust in de Middellandse Zee. Van de eigenaars van zijn schip kreeg hij ook kaperbrieven mee. Die werden in de Tachtigjarige Oorlog gekocht van de prins van Oranje. Ze gaven toestemming vijandelijke schepen te veroveren.

## De Danser
De bijnaam 'de Danser' doelt op het gegeven dat een rooftocht met een kaperschip dat steeds naar de thuishaven terugkeert bekendstond als een rondedans. Simon kreeg de bijnaam dan ook al in zijn thuishaven Dordrecht als kaperkapitein lang voordat hij zeerover werd.

## De mens Simon de Danser
Simon groeide op in een land dat verscheurd werd door oorlog, en waar alleen de sterken en slimmen konden overleven. Hij is zijn hele leven een aanhanger gebleven van het calvinisme met een enorme haat tegen katholieken in het algemeen en Spanjaarden in het bijzonder, omdat hij die verantwoordelijk hield voor de gruwelen die de steeds weer terugkerende vreemde legertroepen in zijn land begingen.
Hij was slim genoeg om te beseffen dat je moest kunnen lezen en schrijven om hogerop te komen en daardoor kon hij zich opwerken tot kapitein (dit was voor iemand van een sociaal lage afkomst een geweldige prestatie). Hij wist dat op een schip tucht van levensbelang was, maar kende ook het verschil tussen 'leiden' en 'drijven'.
In zijn rondedans op de Middellandse Zee heeft hij ook nooit de gruwelijkheden begaan die piraten in het algemeen in de schoenen worden geschoven. De personen die slecht over hem berichtten waren ook degenen die in hun handel waren benadeeld of om politieke of godsdienstige redenen iets tegen hem hadden.
Simon werd door anderen weer geprezen omdat hij landgenoten vrij kocht uit slavernij, schepen die de Hollandse vlag voerden alleen groette en niet aanviel, en zijn bemanning op een eerlijke manier liet meedelen in de winst en gewonde en verminkte bemanningsleden niet alleen liet behandelen door een chirurgijn, maar ook bij verdere ongeschiktheid voor het zeemansbestaan met een redelijke geldsom in een haven liet afzetten.

## Van kaper tot piraat
Rond 1606 liep hij als kaperkapitein de haven van Marseille binnen om te verversen.
Hij was uitgevaren van Dordrecht met kaperbrieven en zodoende een fatsoenlijk man met een eerzaam beroep die zijn buit netjes naar de thuishaven bracht. Daar kregen hij en zijn bemanning een deel van de opbrengst, waarbij ze als gewoonlijk ook flink werden bedrogen, omdat het walvolk de vaste overtuiging had dat zeelieden geen verstand hadden van geld en handel en het dus vanzelfsprekend was dat ze bedonderd mochten worden.
Simon liet zich dit aanleunen door zijn vaste geloof in God en gerechtigheid.
In de haven van Marseille is Simon met een deel van de bemanning gaan passagieren en volgens het verslag van de scheepsagent ter plaatse genaamd 'Bor', is dit uit de hand gelopen en heeft Simon 'met medewerking van ghespuys van beyderley gheslaght schip en lading verzwierd (vergokt) en dus deshalves Uyt ghesteld wierd (ontslagen werd). Simon heeft toen met zijn eveneens ontslagen bemanningsleden en enkele havenratten een klein vissersscheepje gestolen, is uitgevaren en veroverde een grotere Engelse handelsbrik. Hij breidde zijn bemanning uit en veroverde alles wat voor zijn boeg kwam. Zodoende werd hij berucht bij de reders en een held bij de afnemers van de geroofde goederen. Dit waren merkwaardig genoeg vaak dezelfde personen.
Hij ging een compagnieschap aan met een Engelsman genaamd Warden en met een keurig gekochte schuit met zestig stuks geschut en 200 opvarenden vertrokken ze op rooftocht langs de gehele Spaanse kust tot in de Middellandse Zee.

## In Barbarijse wateren
Simon was erg actief in deze rondedans, en veroverde tientallen kustscheepjes die alle de Spaanse vlag voerden. Dit was mogelijk door zijn goede zeemanschap en zijn optimaal gebruik van zijn schip dat was getuigd als driemaster met razeilen. De Spaanse scheepjes die een gemengde voortstuwing hadden van roeien enerzijds (galeien) een enkele paalmast met Latijnzeil anderzijds, waren geen partij voor hem. Zijn strooptocht werd beroemd aan de noordkust van Afrika en de plaatselijke Barbarijse zeerovers gaven hem de naam Dali-capitan dat 'Kapitein Duivel' betekent. Niet omdat hij wreed was, integendeel zelfs, maar omdat hij in de drie jaren dat hij de Middellandse Zee bevoer, steeds geweigerd heeft om zijn eigen geloof af te zweren en moslim te worden.

## De Moren
Kaapvaart en piraterij waren al heel lang bekend in de Middellandse Zee, maar kregen op de Noord-Afrikaanse kust een heel nieuwe impuls nadat Filips III alle 'moriscos' Spanje had uitgegooid samen met de Joden (morisco is het Spaanse woord voor allen die geen varkensvlees aten uit hun geloofsovertuiging, maar stond eigenlijk voor tot het christendom bekeerde moslims). Vol haatgevoelens werden velen van hen verbeten zeerovers die geen medelijden meer hadden met de westerse zeelieden, die als slaven werden verkocht.
Daardoor werden de schepen van Spanje, Frankrijk, Venetië en Genua sindsdien begeleid door volgetuigde oorlogsschepen in de vorm van brigantijnen en fregatten die de aanvallen van de galeien van de Moren moesten afslaan.
Simon de Danser liet de Moren zien dat door samenwerking van enige dwarsgetuigde schepen en onder leiding van één schip (de zogenoemde Admiraal) dergelijke konvooien konden worden veroverd. Sindsdien werd Algiers berucht als piratennest, waar Simon als een vorst werd behandeld.
Veel van wat bekend is over de drie jaren dat Simon daar de dans leidde, komt van de Franse pater Piere Dan, die als vrijwillige slaaf leefde tussen de andere slaven in Algiers, om deze van de nodige geestelijke bijstand te voorzien. Deze pater was niet erg te spreken over de in zijn ogen rauwe Hollandse zeeschuimer, wat mede zal zijn ingegeven door zijn afkeer van calvinisten en de gewoonte van Simon om wel Hollandse slaven vrij te kopen maar geen Franse.
Hierbij moet zeker genoemd worden dat van alle soorten slaven die werden verhandeld, Noord-Europese scheepsjongens de beste prijs opbrachten. Die werden namelijk aangekocht door rijke homoseksuelen die in Noord-Afrika als volkomen rechtsgelijk werden beschouwd. Menig scheepskapitein heeft hiermede zijn voordeel gedaan en het was zelfs zo dat (voornamelijk Engelse) kapiteins scheepsjongens uit weeshuizen voor dit doel op de monsterrol zetten.

## Tegenstand
Natuurlijk roept piraterij weerstand op en zal men proberen om zich daar tegen te wapenen. Maar als de kosten daarvoor hoger zijn dan de verliezen komt er, alle mooie praatjes ten spijt, niets van terecht. Omdat in de Verenigde Nederlanden de kooplui begonnen te merken dat hun winsten terugliepen, verzochten die de 'Hoogmogende Heren' de Staten om maatregelen. Die kwamen er in de vorm van conferenties tussen de heren van Engeland, Holland en Frankrijk. Het resultaat was dat zowel de Engelsen als de Fransen best bereid waren om admiraals en pakhuizen voor de buit te leveren, evenals gerechten en galgen, zolang de heren van Holland maar zorgden voor de andere kleinigheden zoals goed bemande en bewapende vlootschepen. Die voelden daar uiteraard weer niets voor, zeker niet nadat zij er achter waren gekomen dat de heren waarmee zij in gesprek waren, rustig zelf zaken deden met Algiers en Tunis. De oplossing was om Simon een pardon aan te bieden, wat inhield dat als hij netjes een (groot) deel van zijn buit zou afstaan aan de heren van Holland, hij ongedeerd naar huis mocht terugkeren om daar de rest van zijn leven in fatsoenlijke armoede door te brengen. Als de voorwaarden wat gunstiger waren geweest en niet alleen uit vage beloften hadden bestaan, was hij er wel op ingegaan. Nu echter bedankte hij netjes en beleefd. Van zowel de Engelsen en Fransen kreeg Simon aanbiedingen om admiraal te worden van een trotse vloot schepen, maar ook daarvoor bedankte Simon, wel uitgebreid en zeer beleefd, want je kon immers nooit weten hoe het tij zou keren.
Dan maar gewapenderhand. De Fransen stuurden 'Sieur de Beaulieu de Pairsac', die wel van hoge geboorte was, maar niet veel verstand had van schepen. Want die probeerde, nota bene met galeien, Simon te verschalken, maar die stormde dwars door de omsingeling heen. De tweede die het probeerde was de Spanjaard Don Luiz Fayzardo, die ook geen partij was voor Simon.
De derde was de Engelsman Sir Thomas Shoreley, die evenmin kans zag om Simon te grijpen.

## Het einde
Maar Simon merkte dat hij ook vijanden had gekregen onder de Moren, omdat hij nooit Hollandse schepen aanviel en geen slaven verhandelde. In het geheim maakte hij al zijn bezittingen te gelde en liet het kapitaal aan boord brengen van een schip dat uitsluitend was bevolkt met Hollanders, Friezen en Duinkerkers. Hij kocht vervolgens drie schepen met lading die in Algiers lagen, verdeelde zijn eigen bemanning over die schepen, en toen de meeste Moren aan land waren, zeilde hij uit met zijn vier schepen en een paar van de Moren gestolen kostbare sierkanonnen en een aantal gijzelaars. De resterenden van zijn nu gewezen vrienden werden door zijn eigen mannen overboord gezet. Begin december 1609 kwam hij aan in Marseille om het Pardon van de Franse koning te aanvaarden.
De plaatselijke reders hadden natuurlijk nog wat met Simon te regelen. Daarom liet hij zich aan wal beschermen door enige potige gasten van zijn bemanning bewapend met pistolen. Enige van de ergst benadeelden kregen trouwens een vergoeding.
Henri IV wilde hem weleens van dichtbij zien (lees: wilde ook een aandeel in de vergoedingen) en ontbood hem naar Parijs. Daar kreeg hij de opdracht om tien Jezuïetenpaters uit slavernij weg te kopen, bij wijze van boetedoening, en moest beloven nooit meer te roven.
Wel moest hij als kaper zo veel mogelijk buit maken en een soort privéoorlog beginnen tegen zijn vroegere vrienden (lees: de piraterij van de Moren aanpakken). Hij ontwierp een plan voor de verovering van Algiers, maar admiraal Sieur Beaulieu de Pairsac, die eerder door Simon belachelijk was gemaakt door zijn poging om hem te grijpen, begon een hetze tegen hem. Het resultaat was dat Simon met de strafexpeditie mee mocht enkel als 'adviseur'.
Uiteraard weigerde Simon. Daarop kreeg hij de opdracht om met drie oorlogsschepen zes koopvaarders te begeleiden naar Tunis en daar te onderhandelen over de teruggave van enkele door Tunesiërs gekaapte vaartuigen. Hij had verder strikte orders om niet aan wal te gaan. (Ze wisten nog van de laatste keer passagieren in Marseille.)
Wat er daar echter gebeurde is tien jaar later bekend geworden door de Engelsman William Lithgow.
Het konvooi werd in Tunis naar behoren ontvangen met saluutschoten, en de 'Bassa' (havengouverneur) ging met de staatsiesloep en een erewacht bij Simon aan boord, alwaar al spoedig een vriendelijke stemming heerste. De twaalf 'per ongeluk' geroofde barkjes kreeg hij natuurlijk terug. Met een vriendelijke uitnodiging voor een tegenbezoek vertrok de Bassa vol drank en smeergeld. Simon nam voor zijn tegenbezoek ook twaalf man mee om niet achter te blijven in beleefdheid. Helaas waren dit niet dezelfde potige Hollanders als zijn lijfwacht in Marseille. Toen hij het fort van de Bassa binnenging, werd ogenblikkelijk de valbrug opgehaald terwijl zijn lijfwacht nog buiten was. Simon werd als gevangene voor de nu uiterst nuchtere Bassa gesleept, die hem ter plekke liet onthoofden en zijn hoofd over de muur liet gooien voor de voeten van de lijfwachten, die begrijpelijkerwijs maakten dat zij wegkwamen.